# Über Leben in Demmin
Über Leben in Demmin ist ein in den Jahren 2014 bis 2017 in Deutschland gedrehter Dokumentarfilm von Martin Farkas. Die Premiere erfolgte im November 2017 auf der DOK Leipzig.

## Handlung
Im Frühjahr 1945 wird Demmin, eine Kreisstadt in Pommern, zum Ort einer furchtbaren Tragödie: Während die Rote Armee in die Stadt einrückt und – ebenso wie Einwohner und Flüchtlinge – nicht weiter kommt, weil die Brücken nach Westen und Norden gesprengt wurden, nehmen sich fast tausend Einwohner und auch Flüchtlinge das Leben. In der tagelang brennenden Stadt schneiden sich Einwohner die Pulsadern auf, vergiften oder erschießen sich; Eltern töten erst ihre Kinder und dann sich selbst, ganze Familien gehen mit Steinen beschwert ins Wasser. Bis zur Wende wurden die konkreten Umstände dieses beispiellosen Massensuizids in Demmin totgeschwiegen. Bis heute ist die Opferzahl der kollektiven Panik nur annähernd bekannt. Mit dem sogenannten „Trauermarsch“ versuchen heute Rechtsradikale, die Erinnerung an die Tragödie für ihre Zwecke zu instrumentalisieren. An jedem 8. Mai, dem Tag des Endes des Zweiten Weltkriegs in Europa, vollzieht sich in Demmin ein gespenstisches Ritual: Neonazis marschieren schweigend durch die Straßen der Stadt bis zur Peene, in der so viele den Tod fanden. Mehrere Hundertschaften Landespolizei haben Stellung bezogen und versuchen, die angereisten linken Gegendemonstranten von der Route fernzuhalten. An diesem angespannten Tag verdichten sich hier die Risse innerhalb der deutschen Gesellschaft bis auf das Äußerste.
In seinem Film Über Leben in Demmin geht Regisseur Farkas den bis heute nachwirkenden Folgen der Ereignisse nach. Die letzten noch lebenden Zeitzeugen sprechen zum Teil erstmals über die schrecklichen und lange verdrängten Erfahrungen ihrer Kindheit und Jugend. Farkas erkundet, welche Spuren die Traumatisierung und das lange Schweigen darüber bei den Nachgeborenen hinterlassen haben – und wie tief sie bis in unsere Gegenwart hineinwirken. Die Stadt, wie er sie in diesem Film schildert, scheint tief gespalten. Neben dem Wunsch nach Versöhnung und dem Willen zu einer ehrlichen Aufarbeitung stehen Hass und Feindseligkeit. So eröffnet der Film an diesem exemplarischen Ort einen neuen Blick auf den heutigen, weiterhin schwierigen Umgang der Deutschen mit ihrer Geschichte.

## Produktion
Der Film ist eine Produktion der IT WORKS! Medien GmbH in Koproduktion mit RBB, NDR und BR, gefördert vom Medienboard Berlin Brandenburg, der BKM, Nordmedia, Kulturelle Filmförderung Mecklenburg-Vorpommern und dem Nipkow-Programm im Verleih der Edition Salzgeber.

## Kritik
„Martin Farkas zeigt eine Stadt, die mit ihrer Geschichte alleingelassen wurde. Sein Film erzählt völlig undidaktisch und offen von Angst, Gruppenzwang und geschichtlichem Trauma, von Fremdenfeindlichkeit, falscher Trauer und dem politischen Missbrauch von Gefühlen. Und er zeigt, wie stark die Gegenwart mit der Vergangenheit verbunden ist.“

„Wie eine schlecht verbundene, nie behandelte Wunde, denkt man, und kommt kaum umhin, über das Ganze auch in pathologisch-medizinischen Kategorien nachzudenken. In diesem Sinne ist Farkas’ Film, mit genauem Blick fotografiert von Roman Schauerte, subtil montiert von Jörg Hauschild und Catrin Voigt und mit einer dezent unterstützenden Musik von Mathis Nitschke, so etwas wie Heilung. So könnte es gehen.“

„In seinem bewegenden Dokumentarfilm Über Leben in Demmin geht Regisseur Martin Farkas differenziert, vorurteilsfrei und gründlich den verborgenen Folgen der Traumatisierung im Krieg und der Tabuisierung in der DDR nach. Viele seiner Zeitzeugen sprechen zum ersten Mal über ihre schrecklichen Erinnerungen. Zu Wort kommen auch Menschen, die sich aktiv für Versöhnung einsetzen. So wird die Stadt zu einem Sinnbild für das schwere Erbe der Geschichte und den Umgang damit.“